# Phu Thai
Phu Thai (tiếng Thái: ชาวผู้ไท; Pu Thay, còn gọi là Phu Thay, Pu Thay, Phu Tai, Pu Tai) là một nhóm dân tộc thuộc các sắc tộc Thái ở Đông Nam Á. Khu vực định cư của họ trải dài trên các vùng của Việt Nam, Lào và Thái Lan và cũng có thể ở tỉnh Vân Nam, Trung Quốc. Ngôn ngữ của họ là một trong những ngôn ngữ Tai Tây Nam và có mối quan hệ chặt chẽ với tiếng Lào, nhưng có sự khác biệt đáng kể.
Theo điều tra dân số năm 2005, có 187.000 người Phu Thai ở Lào, hầu hết định cư rải rác trong khu vực có người Lào sinh sống. Họ có thể được tìm thấy ở các tỉnh miền Trung và Nam Lào như Bolikhamsai, Savannakhet, Khammuan, Salavan, Xieng Khouang và Champasak. Người Phu Thai thường sống ở cao hơn một chút so với người Lào, ví dụ như ở các thung lũng cao hoặc dưới chân đồi, chân núi. Tuy nhiên, họ được nhà nước phân loại trong nhóm Lao Lùm ("người Lào vùng thấp").
Ở Việt Nam, người Phu Thai không được coi là một sắc tộc riêng và được Chính phủ phân loại là một phần của dân tộc Thái, cùng chung những người nói các ngôn ngữ Thái Tây Nam. Năm 2002, số lượng người nói tiếng Phu Thai ở Việt Nam ước tính khoảng 209.000 người. Họ chủ yếu định cư ở các tỉnh Bắc Trung Bộ như Hà Tĩnh và Nghệ An, khu vực giáp biên giới với Lào.
Trong nửa đầu thế kỷ 19, một số lượng lớn người Phu Thai đã di cư đến khu vực thuộc Thái Lan ngày nay, cụ thể là vùng đông bắc (Isan). Một cuộc khảo sát của Viện Ngôn ngữ và Văn hóa Châu Á tại Đại học Mahidol cho thấy số lượng người Phu Thai ở Thái Lan vào năm 2006 là 470.000 người. Khu vực định cư của người Phu Thai ở các tỉnh Sakon Nakhon, Kalasin, Mukdahan, Nakhon Phanom, Udon Thani, Yasothon, Amnat Charoen và Roi Et. Ngoài ra, còn có các làng Phu Thai, được bao quanh bởi khu vực định cư của dân tộc Lào (người Isan), nhưng sự tương tác giữa họ thường không đến nỗi trộn lẫn. Hầu hết tất cả người Phu Thai ở Thái Lan đều nói rằng họ nói tiếng Lào (hoặc tiếng Isan) ngoài ngôn ngữ của họ, những người trẻ tuổi và có trình độ học vấn cao hơn cũng hiểu được tiếng Thái Trung (tiếng Thái Chuẩn). Cho đến nay, điều này không làm suy giảm đi việc truyền bá tiếng Phu Thai. Người Phu Thai thường tự nhận mình là (một loại) người Thái, người Phu Thai và người Thái không loại trừ nhau.